# Joan Trigo Serrano
Joan Trigo Serrano (Barcelona, 1897-1978) fou waterpolista i dirigent esportiu.
Pioner de l'educació física a Catalunya i sorgit del món de la natació i el waterpolo, va ser el president de la Federació Catalana de Basquetbol entre 1925 i 1928, anys en els quals aquest esport va tenir una gran expansió, especialment a patir del partit que l'Hindú de Buenos Aires va jugar contra la selecció catalana el 25 de març de 1927, que va provocar una gran revolució en el bàsquet en passar de jugar-se en camps de futbol amb set jugadors a fer-ho en pistes més petites i amb cinc. També va ser director tècnic de la secció de gimnàstica del Centre Autonomista de Dependents del Comerç i de la Indústria (CADCI), directiu del Club Natació Barcelona, on impulsà l'escola de natació infantil i va ser un dels introductors de la preparació física en el món del futbol, entre altres clubs en el FC Barcelona. Professor de l'Escola Normal de Barcelona va ser acadèmic numerari d'educació física durant el temps de la República espanyola.